# Catharylla sericina
Catharylla sericina là một loài bướm đêm trong họ Crambidae.